# Alessandro Pascoli
Alessandro Pascoli (né le 10 janvier 1669 à Pérouse, Ombrie et mort le 5 février 1757 à dans cette même ville) était un écrivain, philosophe, médecin italien de la fin du XVIIe  et du début du  XVIIIe siècle.

## Biographie
Alessandro Pascoli est le frère cadet de Leone Pascoli.
C'était un médecin anatomiste qui fut professeur à Rome et Pérouse. Il continue les dissections publiques comme son confrère et concurrent Vesale. Il entretient une large correspondance avec les intellectuelles de l'Europe entière.
Ses œuvres philosophiques et scientifiques sont rédigées selon les méthodes cartésiennes déjà appliquées en France par René Descartes et Nicolas Malebranche.
Ses traités métaphysiques, médicaux et mathématiques, issus d'une pensée cohérente et méthodique sont des témoignages essentiels qui mettent en évidence la vitalité philosophique de la culture italienne du XVIIe siècle.

## Œuvres médicales

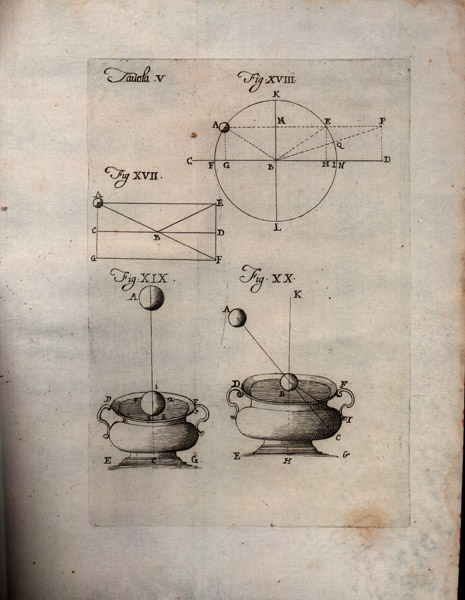
Del moto che nei mobili si rifonde per impulso esteriore, 1723

- Il corpo umano o breve storia dove con nuovo metodo si discrivono tutti gli organi suoi, édité à Pérouse en 1700 et à Venise en 1712 et 1727.
- De corpore humano vitam habente, édité à Rome 1728 et 1738 et à Venise en 1735.
- Delle Febbri Teorica e Pratica, secondo il nuovo sistema, Costantini Editeur - Edition Originale, Pérouse, 1699 et Venise 1701.
- Del moto, édité à Rome en 1723.
- Riposte a alcuni consulti, première partie, éditée à Rome en 1736. Deuxième partie éditée à Rome en 1738.

## Œuvres littéraires
- Sofilo Molossio pastore arcade perugino, e custode degli armenti automatici in Arcadia. Gli difende dallo Scrutinio, che ne fa nella sua critica il signor Pietro Angelo Papi medico, e filosofo sabinese, librairie de Gio. Andreoli Pasquino, éditeur Zenobj, Rome, 1706.
- (it) Alessandro Pascoli, Nuovo metodo per introdursi ad imitazion de' geometri con ordine, chiarezza, e brevità nelle piu sottili questioni di filosofia metafisiche, logiche, morali e fisiche, Poletti, Andrea, 1702 (lire en ligne).
- Sofilo senza maschera, imprimerie de Gio. Francesco Buagni, Rome, 1711.
- (it) Alessandro Pascoli, Del moto che nei mobili si rifonde per impulso esteriore, Salvioni, Giovanni Maria, 1723 (lire en ligne).
- (it) Alessandro Pascoli, Del moto che ne i mobili si rifonde in virtu di loro elastica possanza, Bernabò, Rocco, 1725 (lire en ligne).